# John William Williams (homme politique canadien)
Pour les articles homonymes, voir John William Williams et Williams.
John William Williams est un homme politique canadien de la Colombie-Britannique. Il est député provincial indépendant de la circonscription britanno-colombienne de Esquimalt de 1878 à 1882.